# رود کفاب
 رود کفاب یک رود در حوضه آبریز دریاچه نمک در استان البرز ایران است که از البرز سرچشمه می‌گیرد. این رود در ارتفاع ۱۸۰۸ متری واقع شده است.